# Forêt de Sillé
Forêt de Sillé este o arie protejată (sit de importanță comunitară — SCI) din Franța întinsă pe o suprafață de 704 ha, integral pe uscat.

## Localizare
Centrul sitului Forêt de Sillé este situat la coordonatele 48°12′40″N 0°06′47″W / 48.21111°N 0.11306°V.

## Înființare
Situl Forêt de Sillé a fost declarat arie specială de conservare în baza directivei 92/43 din 1992 referitoare la conservarea habitatelor naturale și a faunei și florei sălbatice pentru a proteja 1 specie de plante și 11 specii de animale.

## Biodiversitate
Situată în ecoregiunea atlantică, aria protejată conține 14 habitate naturale: Ape oligotrofe din câmpii nisipoase, cu un conținut foarte redus de minerale (Littorelletalia uniflorae), Pajiști uscate europene, Păduri aluvionare cu Alnus glutinosa și Fraxinus excelsior (Alno-Padion, Alnion incanae, Salicion albae), Mlaștini oligotrofe degradate, capabile încă de regenerare naturală, Păduri acidofile de stejar bătrân cu Quercus robur pe câmpii nisipoase, Turbării active, Păduri de fag acidofile atlantice, cu subarboret de Ilex și, uneori, de asemenea, Taxus, la nivelul arbuștilor (Quercion robori-petraeae sau Ilici-Fagenion), Mlaștini împădurite, Pajiști umede nord-atlantice cu Erica tetralix, Lacuri eutrofice naturale cu vegetație de tip Magnopotamion sau Hydrocharition, Ape puternic oligomezotrofe cu vegetație bentonică cu Chara spp., Cursuri de apă de la nivel de câmpie la nivel montan, cu vegetație Ranunculion fluitantis și Callitricho-Batrachion, Liziere de ierburi înalte hidrofile de câmpie și de nivel montan până la alpin, Păduri de fag Asperulo-Fagetum.
La baza desemnării sitului se află mai multe specii protejate:
- plante (1): Luronium natans
- mamifere (4): liliac cârn (Barbastella barbastellus), liliac cu urechi mari (Myotis bechsteinii), liliac comun (Myotis myotis), liliacul mare cu potcoavă (Rhinolophus ferrumequinum)
- nevertebrate (4): Austropotamobius pallipes, Euplagia quadripunctaria, rădașcă (Lucanus cervus), Oxygastra curtisii
- pești (3): zglăvoacă (Cottus gobio), Cottus perifretum, cicar (Lampetra planeri)

Pe lângă speciile protejate, pe teritoriul sitului au mai fost identificate 3 specii de plante, 11 specii de păsări, 3 specii de amfibieni, 8 specii de mamifere, 6 specii de reptile.